# Corodești
Corodești – wieś w Rumunii, w okręgu Vaslui, w gminie Gherghești. W 2011 roku liczyła 262 mieszkańców.